# Neuvy-Saint-Sépulchre
Neuvy-Saint-Sépulchre è un comune francese di 1 727 abitanti situato nel dipartimento dell'Indre nella regione del Centro-Valle della Loira.
Il paese prende il nome dalla sua chiesa (che è una replica della Basilica del Santo Sepolcro di Gerusalemme), nella quale è custodito un reliquiario contenente due gocce del sangue di Cristo.

Basilica di San Giacomo Maggiore a Neuvy-Saint-Sépulchre

## Società

### Evoluzione demografica
Abitanti censiti